# تئاتر ال کاپیتان
تئاتر ال کاپیتان (انگلیسی: El Capitan Theatre) یک سالن نمایش و سینما در هالیوود، لس آنجلس، ایالات متحده آمریکا است.
این تئاتر که در سال ۱۹۲۶ تأسیس شده دارای ۱۱۰۰ نفر ظرفیت می‌باشد و متعلق به شرکت والت دیزنی است.

## نگارخانه

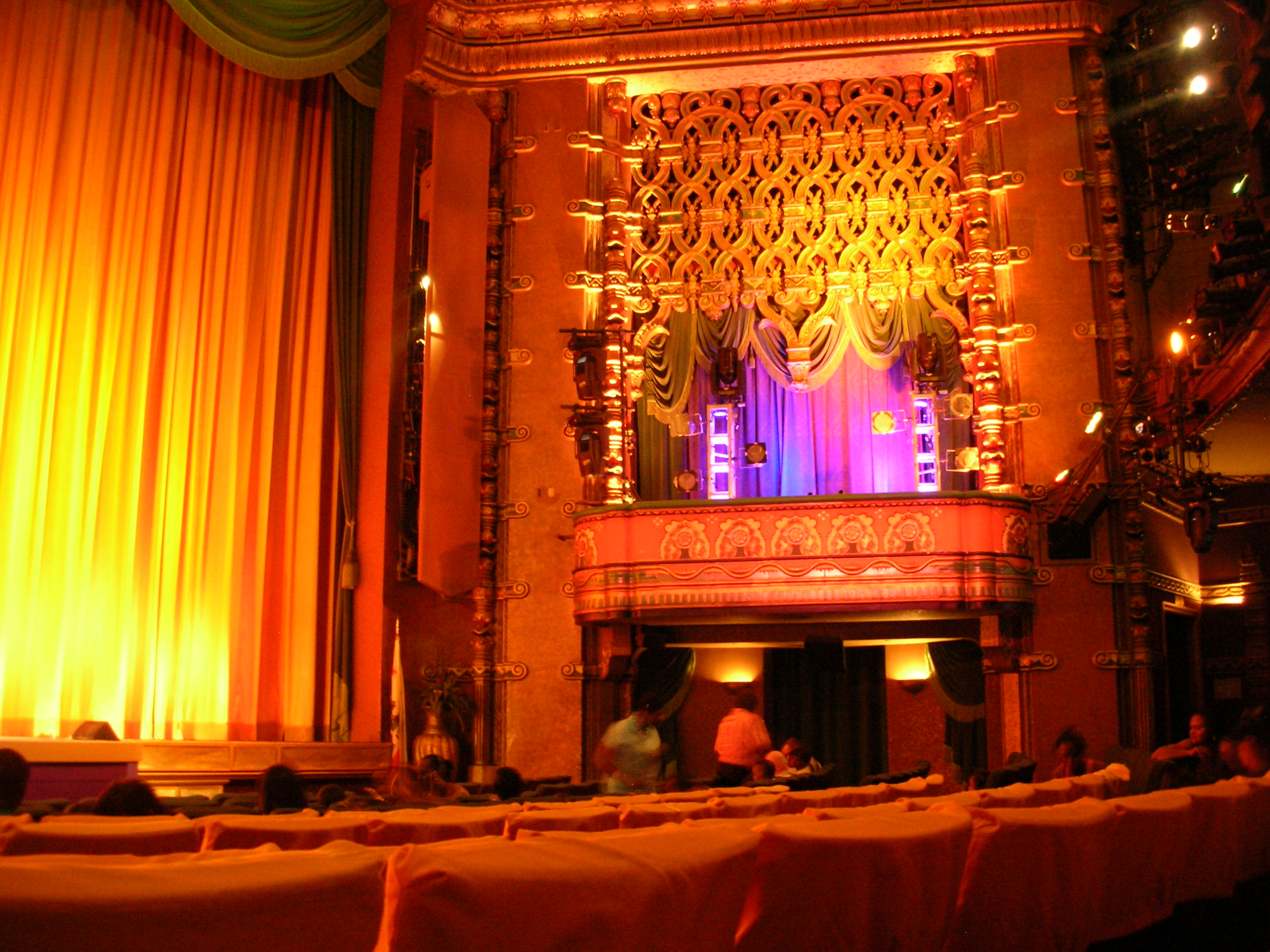
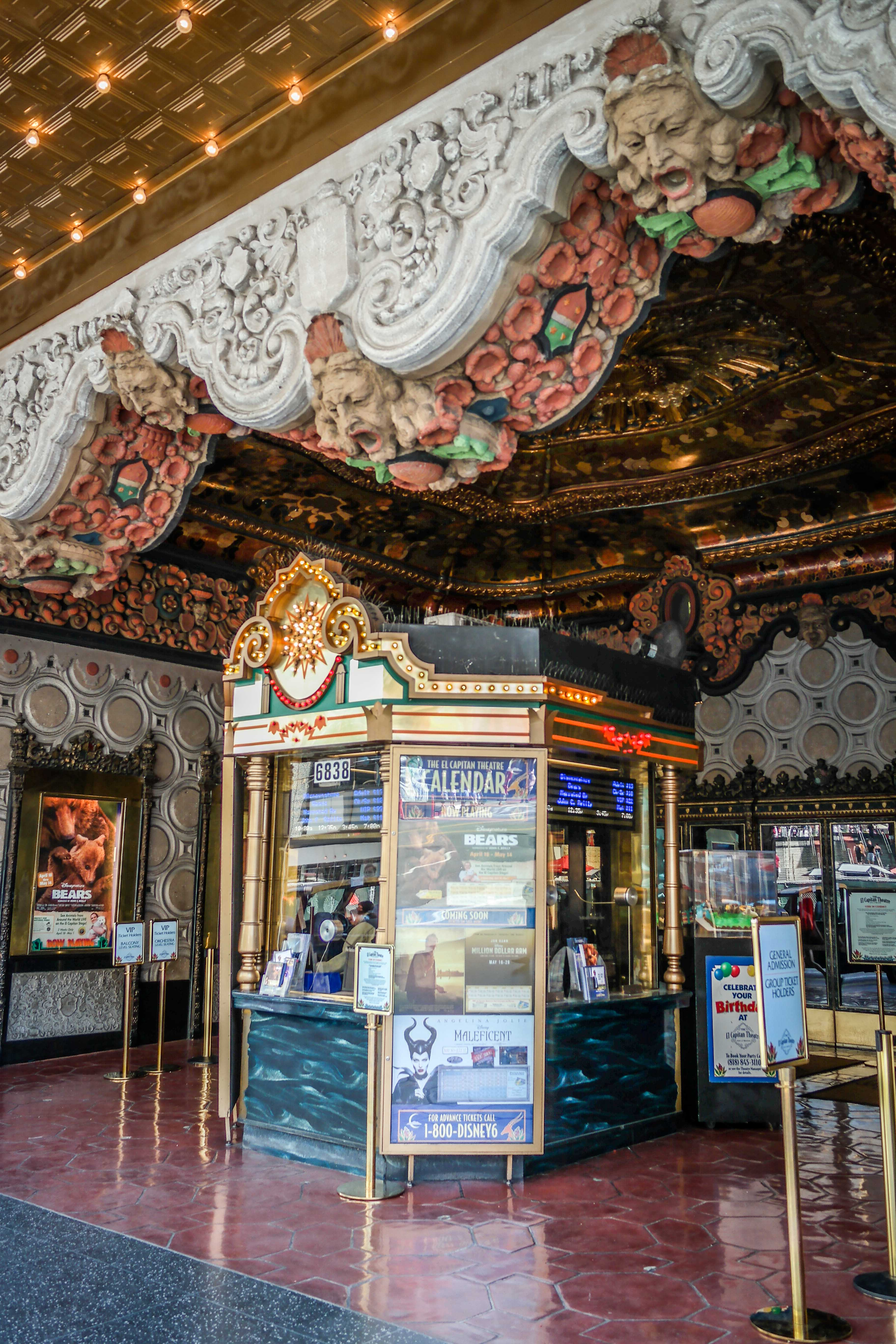
گیشه
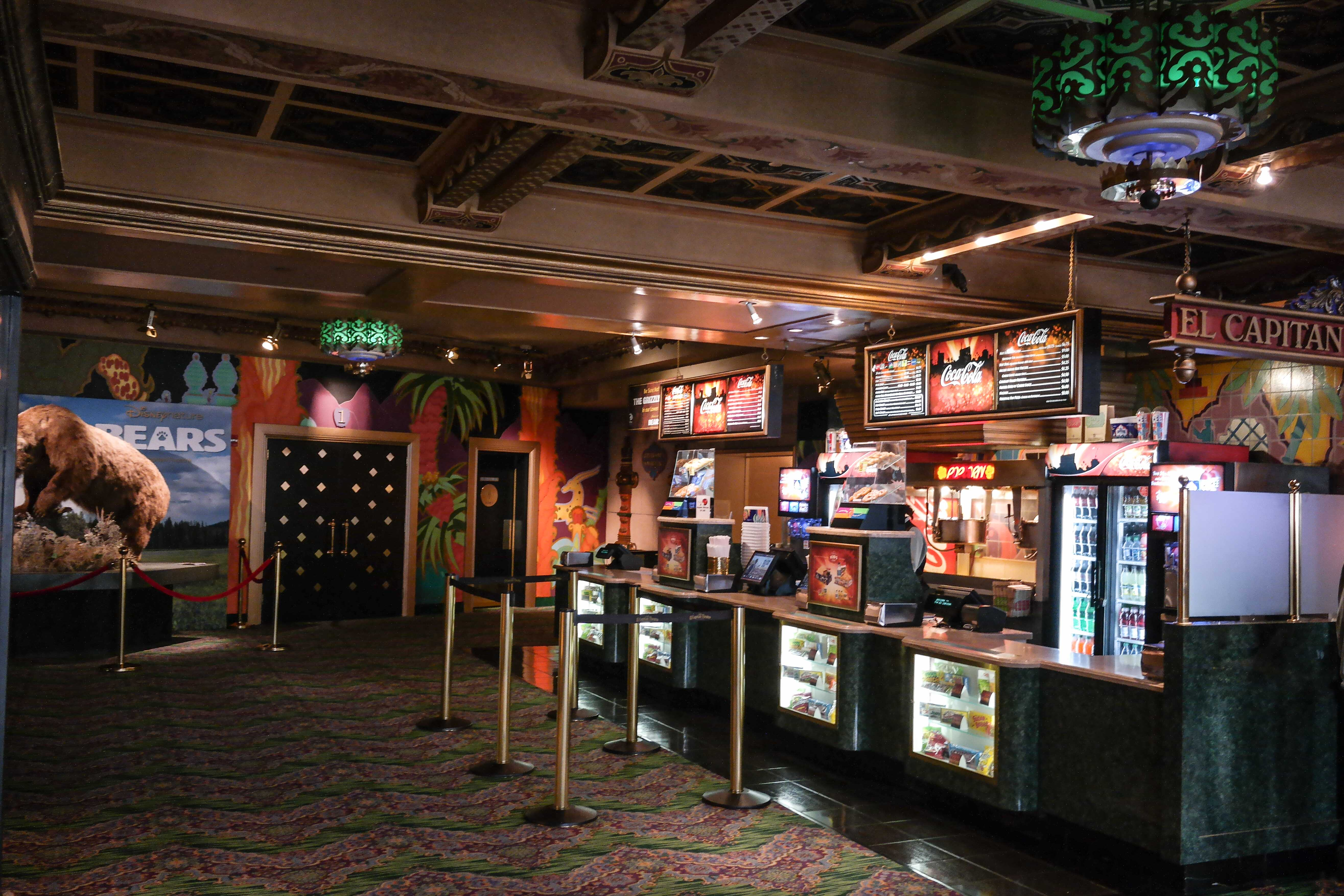
لابی